# Laure Boulleau

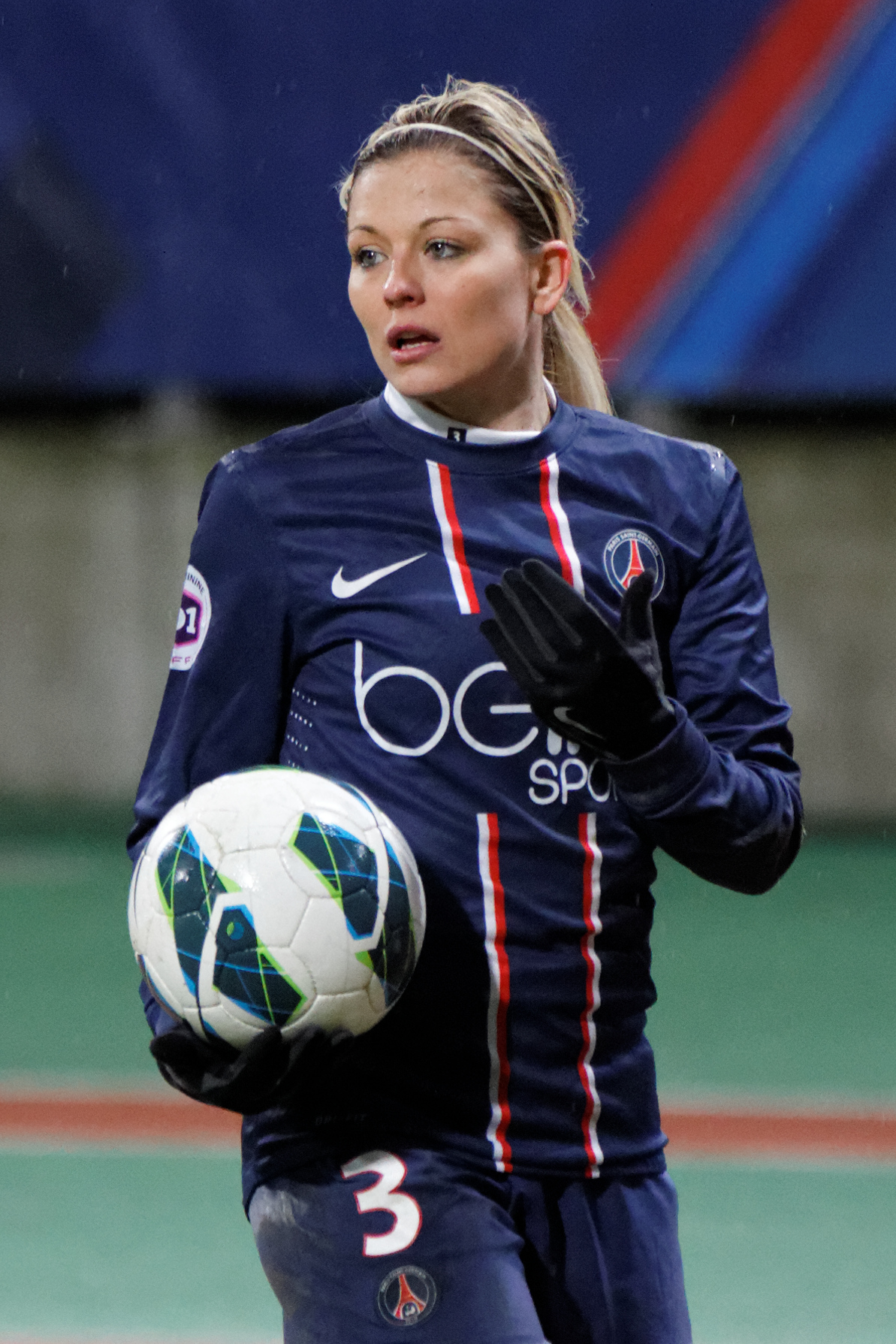
Laure Boulleau

Laure Boulleau (* 22. Oktober 1986 in Clermont-Ferrand) ist eine ehemalige französische Fußballspielerin.

## Vereinskarriere
Die nur 1,60 m große Laure Boulleau begann als Jugendliche beim FC Riom mit dem Vereinsfußball. Ab 2001 spielte sie beim FCF Nord Allier Yzeure und ab 2002 ein weiteres Jahr bei ESM Yssingeaux, gleichfalls in ihrer auvergnatischen Heimatregion. 2003 wurde sie in das Verbandsnachwuchszentrum Clairefontaine aufgenommen und spielte auch für dessen Ligateam. 2005 holte der Paris Saint-Germain FC die damals Achtzehnjährige, und diesem Verein ist sie bis heute treu geblieben. Die meist auf der linken Außenbahn im Mittelfeld oder defensiv eingesetzte Spielerin gehörte über Jahre zur Stammformation der Pariser Erstligafrauschaft, mit der sie 2010 ihren ersten nationalen Titel, den Landespokal, gewann. 2011 wurde sie mit PSG ebenso Vizemeister wie von 2013 bis 2016. Zwischen März 2013 und Juni 2014 wurde Boulleau bei drei Dopingkontrollen nicht angetroffen. Die AFLD sah im April 2015 von einer Sperre ab, weil nach dem seit 2015 gültigen WADA-Reglement Sanktionen erst bei drei „no show“ innerhalb von 12 Monaten vorgesehen sind und nicht mehr wie zuvor innerhalb von 18 Monaten. In der Champions League 2014/15 erreichte Boulleau mit PSG das Finale, unterlag darin aber gegen den 1. FFC Frankfurt mit 1:2.
Seit Beginn der Saison 2015/16 beeinträchtigen sie allerdings wiederholt Verletzungen. In der folgenden Spielzeit brachte sie es lediglich noch auf zwei Pflichtspieleinsätze Anfang Oktober 2016, als sie – auch nur für eine Halbzeit – von Trainer Patrice Lair gegen EA Guingamp eingewechselt wurde, und zum Saisonabschluss Ende Mai 2017 gegen Girondins Bordeaux für gut 30 Minuten. Im Mai 2018 beendete sie ihre aktive Karriere.
Dem französischen Frauenfußball bleibt sie insoweit verbunden, als sie bei Canal+ – der Bezahl-Fernsehsender hat die Übertragungsrechte für sämtliche Erstligaspiele der Frauen erworben – seit Saisonbeginn 2018/19 als Beraterin tätig ist. Dort gab sie 2023 während einer Live-Übertragung ihre Schwangerschaft bekannt und brachte Anfang 2024 eine Tochter zur Welt.

### Stationen
- FC Riom (bis 2001)
- FCF Nord Allier Yzeure (2001/02)
- ESM Yssingeaux (2002/03)
- CNFE Clairefontaine (2003–2005)
- Paris Saint-Germain FC (2005–2018)

## In der Nationalelf
Schon im April 2005 berief die damalige Nationaltrainerin Élisabeth Loisel Laure Boulleau, die auch zehn Länderspiele in der U-20 bzw. U-21 vorzuweisen hat, erstmals in die französische A-Nationalelf; ihr dortiges Debüt war eine Begegnung gegen die Niederlande. Allerdings kam sie dort erst seit ihrem dritten Länderspiel Ende 2009 unter dem Loisel-Nachfolger Bruno Bini regelmäßiger zum Einsatz und hat bis zu ihrem Karriereende 65 Spiele – ohne eigenen Treffer – bestritten; letztmals stand sie im Januar 2016 für die Bleues auf dem Rasen. Sie gehörte zum französischen Aufgebot für die Frauenweltmeisterschaft 2011 in Deutschland, wo sie in zwei Spielen zum Einsatz kam und das Turnier als WM-Vierte beendete. Des Weiteren stand sie im Olympiaaufgebot 2012, brachte es bei diesem Turnier aber nur auf einen Kurzeinsatz. Seither hatte sie sich aber gegen die routinierte Sonia Bompastor auf der defensiven linken Außenposition durchgesetzt, zumal sie ähnliche Offensivstärken wie ihre Vorgängerin aufwies. Deshalb berief Trainer Bini sie auch in das französische EM-Aufgebot 2013 und setzte sie in drei der vier Begegnungen ein.
Auch Binis Nachfolger Philippe Bergeroo berücksichtigte sie, wobei ihr allerdings mit Jessica Houara und Amel Majri auf beiden Außenbahnen starke Konkurrenz erwachsen war. Boulleau gehörte zum Kader für die Weltmeisterschaft 2015, wo sie nach dem Achtelfinale verletzungsbedingt nicht mehr eingesetzt werden konnte. Auch in der Saison 2015/16 hatte sie wiederholt mit Verletzungen zu kämpfen; als sie nach Rekonvaleszenz im Juli 2016 an einem Trainingslager der Nationalelf teilnahm, wurde nach wenigen Tagen eine erneute Knieverletzung festgestellt, die sie die Teilnahme am olympischen Fußballturnier kostete.

## Palmarès
- Französische Vizemeisterin: 2011, 2013, 2014, 2015, 2016, 2018
- Französische Pokalsiegerin: 2010
- Champions League: Finalistin 2014/15
- Europameisterschaftsteilnehmerin: 2013

- Wahl in das All-Star-Team der EM 2013